# Малескам
Малескам (перс. ملسكام) — село в Ірані, у дегестані Ґураб-Пас, у Центральному бахші, шагрестані Фуман остану Ґілян. За даними перепису 2006 року, його населення становило 816 осіб, що проживали у складі 207 сімей.

## Клімат
Середня річна температура становить 14,21 °C, середня максимальна – 28,08 °C, а середня мінімальна – -0,79 °C. Середня річна кількість опадів – 799 мм.
| Клімат поселення                              | Клімат поселення | Клімат поселення | Клімат поселення | Клімат поселення | Клімат поселення | Клімат поселення | Клімат поселення | Клімат поселення | Клімат поселення | Клімат поселення | Клімат поселення | Клімат поселення | Клімат поселення |
| Показник                                      | Січ.             | Лют.             | Бер.             | Квіт.            | Трав.            | Черв.            | Лип.             | Серп.            | Вер.             | Жовт.            | Лист.            | Груд.            |                  |
| Середній максимум, °C                         | 9,78             | 10,34            | 12,48            | 18,23            | 22,29            | 26,01            | 28,08            | 27,62            | 23,47            | 21,10            | 16,88            | 12,23            |                  |
| Середня температура, °C                       | 4,50             | 5,05             | 7,20             | 12,94            | 17,02            | 20,70            | 23,71            | 23,25            | 19,08            | 16,73            | 12,51            | 7,86             |                  |
| Середній мінімум, °C                          | −0,79            | −0,26            | 1,90             | 7,65             | 11,71            | 15,42            | 19,33            | 18,88            | 14,71            | 12,38            | 8,12             | 3,48             |                  |
| Норма опадів, мм                              | 84               | 68               | 71               | 55               | 39               | 24               | 15               | 35               | 74               | 110              | 97               | 127              |                  |
| Середньомісячна швидкість вітру, м/с          | 2.24             | 2.33             | 2.40             | 2.30             | 2.30             | 2.52             | 2.55             | 2.35             | 2.10             | 2.00             | 1.90             | 1.92             |                  |
| Середньомісячна сонячна радіація, кДж/м²·день | 6956             | 9139             | 11251            | 15863            | 20019            | 22505            | 23173            | 19766            | 16285            | 11285            | 8740             | 6695             |                  |
| --------------------------------------------- | ---------------- | ---------------- | ---------------- | ---------------- | ---------------- | ---------------- | ---------------- | ---------------- | ---------------- | ---------------- | ---------------- | ---------------- | ---------------- |
| Джерело:                                      |                  |                  |                  |                  |                  |                  |                  |                  |                  |                  |                  |                  |                  |